# Ilha Vierge
A Île Vierge (na língua bretã: Enez-Werc'h) é uma ilhota de 6 hectares, situada a 1,5
 quilômetros (0,81 milhas náuticas) a noroeste da Bretanha, em frente à vila de Lilia. Fica na comuna de Plouguerneau, no departamento de Finistère. É o local do farol de pedra mais alto da Europa e o farol "tradicional" mais alto do mundo. A Organização Hidrográfica Internacional especifica a Île Vierge como marcando o limite sudoeste do Canal da Mancha.

## História
Por volta de 1450, os franciscanos conventuais estabeleceram uma abadia na ilha. O nome "Île Vierge" provavelmente vem de uma capela dedicada à Virgem Maria. Em 1507, os monges se mudaram para Aber Wrac'h, no continente. Em 1844, o estado francês comprou a ilha do sieur Goyon de Coëpel por 6.000 francos.

## Os faróis
O primeiro farol era uma torre quadrada de 33 metros (108 pés) de altura construída em 1842-45. Começou a operar em 15 de agosto de 1845, dia da festa da Assunção da Virgem. Tinha uma luz branca fixa visível por 14 milhas náuticas (26 quilômetros). Permaneceu em uso enquanto o segundo farol estava em construção em 1896-1902. Uma buzina de neblina foi instalada em 1952, substituída em 1993 por um farol elétrico.
O farol mais novo tem 82,5 metros (271 pés) de altura e é feito de blocos de granito. A face externa é um cone truncado; a face interna é cilíndrica, revestida com 12.500 ladrilhos de vidro opalino fabricados pela Saint-Gobain. Há cinco degraus até a porta da frente; no interior, 360 degraus de pedra e 32 de ferro levam à plataforma da lâmpada. A lâmpada elétrica foi instalada em 1952 na placa giratória mecânica original, assentada em um banho de mercúrio. A placa foi substituída por um motor elétrico em 1983. A lâmpada tem quatro lentes com uma distância focal de 0,5 m. O feixe duplo emite um flash branco a cada 5 segundos, visível por 27 milhas náuticas (50 km). Geradores elétricos foram instalados em 1959, complementados em 1967-1994 por duas turbinas eólicas. A luz e a rotação são ativadas automaticamente por um sensor fotoelétrico. Embora o farol seja automatizado, o local ainda tem funcionários.
A ilha está aberta ao público de abril a setembro, assim como o farol, mediante agendamento. O número de visitantes foi de 5.944 em 2003; 5.974 em 2004; 7.371 em 2005. Ambos os faróis são um monumento listado desde 2011.